# بهجت التلهونی
بهجت التلهونی (عربی: بهجت التلهوني؛ زاده ۱۹۱۳ – درگذشته ۳۰ ژانویه ۱۹۹۴) در شهر «معان» پا به جهان گذاشت؛ وی قاضی و یکی از شخصیت‌های سیاسی و فعال اردنی بود.

## فعالیت‌ها و مناصب
بهجت التلهونی عهده‌دار مناصبی از قبیل؛ «رئیس مجلس الاعیان و نخست‌وزیر و رئیس دیوان پادشاهی هاشمی» بود.
وی در مدرسه «السلط» درس خواند و سپس به دانشگاه دمشق رفت و در سال ۱۹۳۵ از دانشکده قانون فارغ‌التحصیل شد و در سال ۱۹۳۸ در «الکرک» به عنوان قاضی کار می‌کرد؛ وی در سال‌های ۱۹۶۰ تا ۱۹۷۰ مکلف به تشکیل دولت شد و چهار سال در این منصب کار کرد.
در سال ۱۹۷۴ به عنوان رئیس «مجلس الاعیان» منصوب شد، وی از سال ۱۹۶۲ عضو «مجلس الاعیان» بود.